# Condado de Northumberland (Ontário)
O Condado de Northumberland é uma subdivisão administrativa da província canadense de Ontário. Sua capital é Cobourg.